# Schwarzkopfscharte
Schwarzkopfscharte är ett bergspass i Österrike. Det ligger i den centrala delen av landet, 300 km väster om huvudstaden Wien. Schwarzkopfscharte ligger 2 869 meter över havet.
Terrängen runt Schwarzkopfscharte är huvudsakligen bergig, men den allra närmaste omgivningen är kuperad. Schwarzkopfscharte ligger uppe på en höjd. Närmaste större samhälle är Mittersill, 16,1 km norr om Schwarzkopfscharte. 
Trakten runt Schwarzkopfscharte består i huvudsak av gräsmarker. Runt Schwarzkopfscharte är det ganska glesbefolkat, med 29 invånare per kvadratkilometer.